# 松浦車站 (長崎縣)
松浦車站（日语：／ Matsuura eki */?）是一位於日本長崎縣松浦市的鐵路車站，也是松浦鐵道西九州線的沿線車站。
松浦車站是松浦市的主車站。

## 車站構造
側式1面1線與島式1面2線的複式3線地面車站。以站內平交道連絡。
站舍為木造的有人站，設有商店。雖為有人站，但不實行剪票業務。

### 月台配置
| 月台 | 路線      | 方向 | 目的地                       |
| ---- | --------- | ---- | ---------------------------- |
| 1    | ■西九州線 | 下行 | 田平平戶口、佐佐、佐世保方向 |
| 2、3 | ■西九州線 | 上行 | 伊萬里、伊萬里轉乘 有田方向  |

## 車站周邊
- 國道204號
- 西肥自動車松浦巴士中心
- 松浦市役所
- 松浦警署
- 松浦郵局
- 松浦市立志佐中學
- 最好電器松浦志佐分店

## 歷史
- 1933年6月25日：日本國有鐵道伊萬里線（之後改名為松浦線）由由今福站伸延至本站[1]，當時稱為志佐站。
- 1959年10月1日：改名為松浦車站。
- 1982年11月15日：廢止貨物裝卸。
- 1987年4月1日：因國鐵分割民營化，車站劃歸由九州旅客鐵道（JR九州）繼承。
- 1988年4月1日：松浦線第三部門化，車站劃歸由松浦鐵道繼承。
- 1992年7月15日：增設側式月台。
- 2003年7月1日：現在站房竣工。

## 相鄰車站
松浦鐵道
西九州線
調川－松浦－松浦發電所前